# Mühlberg (Thuringe)
Pour les articles homonymes, voir Mühlberg.
Mühlberg  est un village dans l’arrondissement de Gotha dans la région de Thuringe, en Allemagne.